# Gare de Mysen
La gare de Mysen est une gare ferroviaire norvégienne de la Ligne d'Østfold (Østre linje), située sur le territoire de la commune d'Eidsberg dans la région Østlandet.
Mise en service en 1882, c'est une gare de la Norges Statsbaner (NSB). Elle est distante de 64,77 km d'Oslo. 

## Situation ferroviaire
La gare de Mysen se situe entre les gares de Slitu et d'Eidsberg.

## Histoire

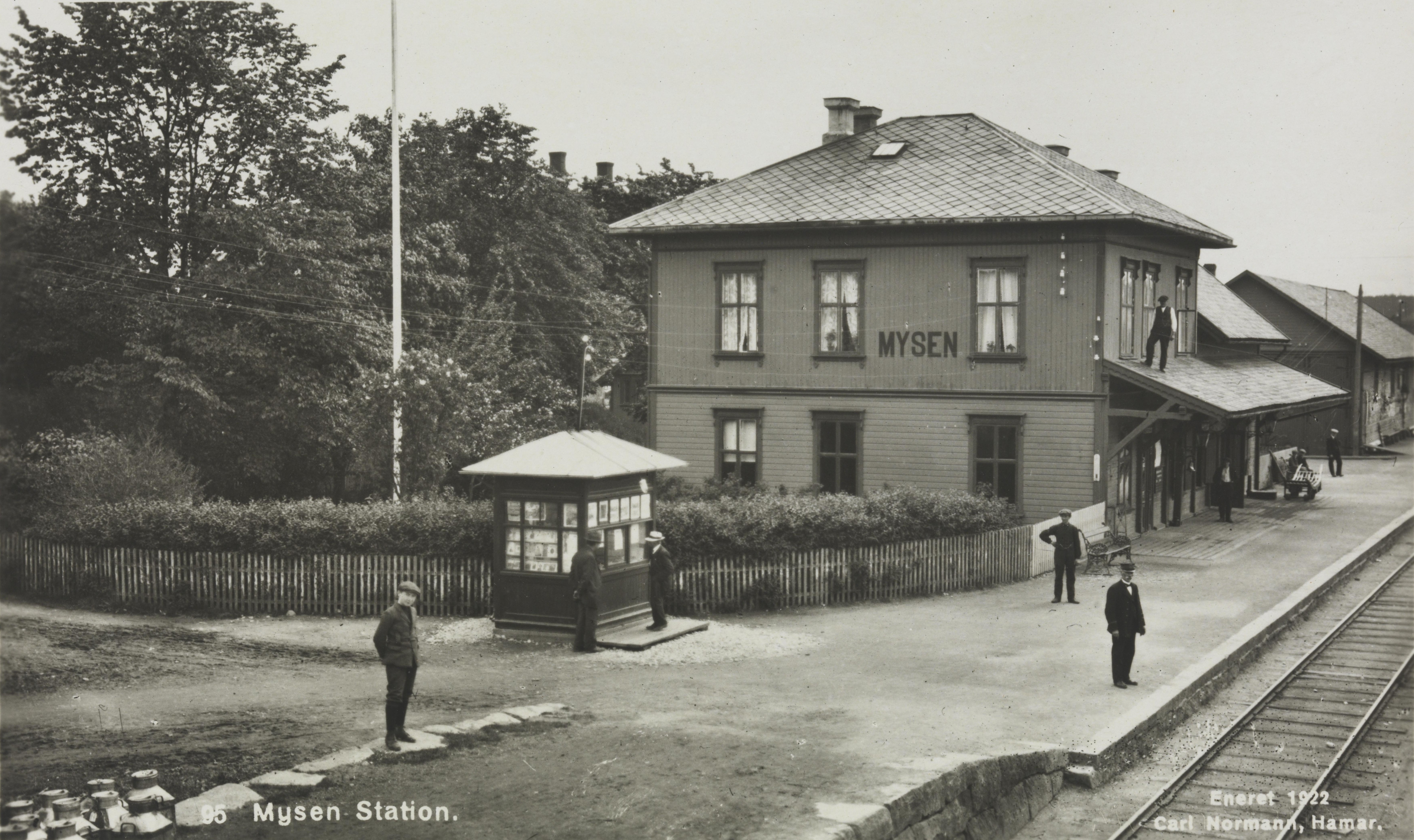
L'ancienne gare de Mysen en 1922

La gare fut mise en service lorsque la ligne de l'est reliant Ski - Mysen - Sarpsborg fut achevée en 1882 . 
Le premier bâtiment est l'œuvre de l'architecte norvégien Balthazar Lange. Mais l'ancienne gare a été rasée en 1989, laissant place à un bâtiment moderne.
Des travaux de réhabilitation et de sécurisation des voies et des quais ont eu lieu durant l'automne 2014

## Service des voyageurs

### Accueil
C'est une gare avec personnel, disposant d'une salle d'attente ouverte du lundi au vendredi, d'un kiosque où il est possible d'acheter ses billets, d'un automate et d'abris sur les quais pour les voyageurs.

### Desserte
Mysen est desservie par des trains locaux en direction de Skøyen et de Rakkestad. 
La gare de Mysen est un terminus de la ligne 22. Les trains ne poursuivent leur route jusqu'à Rakkestad qu'au moment des heures de grande affluence.

### Intermodalités
Un parking, de 50 places, pour les véhicules et un parc à vélo y sont aménagés. Des bus desservent la gare ainsi qu'une station de taxi.